# The Secret Sisters

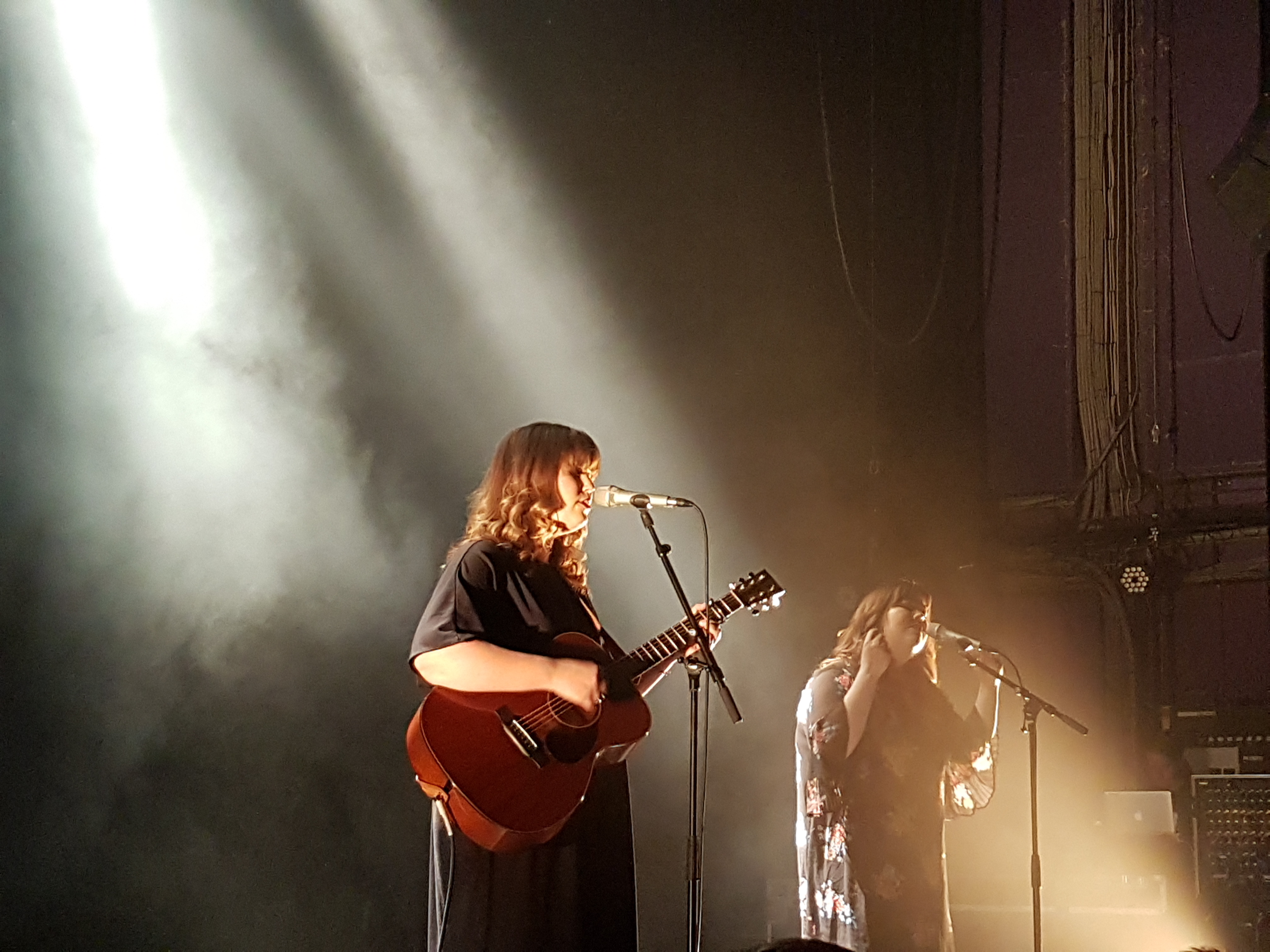
The Secret Sisters (2018)

Die Secret Sisters sind ein US-amerikanisches Country-Folk-Duo aus Muscle Shoals in Alabama. Die Rogers-Schwestern hatten 2010 ihren ersten Erfolg mit ihrem Debütalbum und waren zweimal für einen Grammy nominiert.

## Bandgeschichte
In ihren Anfangsjahren nutzten die Schwestern Lydia und Laura Rogers jede Gelegenheit zu Auftritten und machten sich so schnell einen Namen. Musikalisch orientieren sie sich an klassischen Country und an den Ursprüngen des Genres mit Einflüssen von Folk. Der bekannte Musikproduzent T Bone Burnett wurde auf das Duo aufmerksam und nahm sie unter Vertrag. Er organisierte für die Plattenaufnahmen Equipment aus den 1950er Jahren und meldete sogar eigens ein neues Label mit dem Namen Beladroit an, um 2010 ihr Debütalbum zu veröffentlichen. Es hieß wie das Duo The Secret Sisters und erreichte Platz 27 in den Country-Charts. In den offiziellen Charts konnte es sich für eine Woche auf 200 platzieren. Auch in Europa hatte man Interesse an der Musik, insbesondere in Großbritannien, wo das Album Platz 29 erreichte.
Das zweite Album Put Your Needle Down veränderte den musikalischen Ansatz und orientierte sich mehr am Garage Rock und der Girl-Group-Musik der 1960er Jahre. In den Charts war es erfolgreicher als der Vorgänger und kam in die Top 20 der Countrycharts, kommerziell blieb es aber dahinter zurück. Auch der internationale Erfolg blieb aus.
Nach zwei Burnett-Alben wechselten die Rogers Sisters für ihr drittes Album zu Brandi Carlile als Produzentin. You Don’t Own Me Anymore wurde wieder etwas gefestigter in den Traditionen und ging zurück zu den Südstaaten-Wurzeln. Kommerziell war das Album erneut nicht so erfolgreich, aber bei den Kritikern kam es sehr gut an und bei den Grammy Awards 2018 wurde es in der Kategorie Bestes Folk Album für eine Auszeichnung nominiert.
Beim nächsten Album Saturn Return wurde die Zusammenarbeit mit Carlile fortgesetzt und der traditionelle Ansatz beibehalten. Es erschien im Februar 2020, als sich gerade die COVID-19-Pandemie weltweit ausbreitete. Kommerziell war das Album ein Flop und konnte sich nicht nennenswert in den Charts platzieren. Aber erneut wurde es von der Kritik gelobt und es erhielt eine zweite Grammy-Nominierung in der Folk-Kategorie. Zusätzlich wurde auch der Song Cabin in der Kategorie American Roots in die Nominierungsliste aufgenommen.

## Mitglieder
- Laura Rogers
- Lydia Rogers (verh. Slagle)

## Diskografie
| Jahr | Titel                    | Höchstplatzierung, Gesamtwochen, AuszeichnungChartplatzierungen (Jahr, Titel, Platzierungen, Wochen, Auszeichnungen, Anmerkungen) | Höchstplatzierung, Gesamtwochen, AuszeichnungChartplatzierungen (Jahr, Titel, Platzierungen, Wochen, Auszeichnungen, Anmerkungen) | Höchstplatzierung, Gesamtwochen, AuszeichnungChartplatzierungen (Jahr, Titel, Platzierungen, Wochen, Auszeichnungen, Anmerkungen) | Anmerkungen |
| Jahr | Titel                    | UK | US | Country | Anmerkungen |
| ---- | ------------------------ | --- | --- | --- | ----------- |
| 2010 | The Secret Sisters       | UK29 (3 Wo.)UK | US200 (1 Wo.)US | Country27 (22 Wo.)Country |             |
| 2014 | Put Your Needle Down     | — | US110 (1 Wo.)US | Country18 (8 Wo.)Country |             |
| 2017 | You Don’t Own Me Anymore | — | US167 (1 Wo.)US | Country30 (1 Wo.)Country |             |

Weiteres Album
- Saturn Return (2020)